# 堀口亘
堀口 亘（ほりぐち わたる、（旧姓：松元、1964年4月改姓）、1929年7月14日 - ）は、日本の法学者。専門は、商法・金融商品取引法。学位は、学士（東京商科大学）。一橋大学名誉教授。元日本商品先物取引協会会長、元日本私法学会理事。授勲瑞宝中綬章。
田中誠二（一橋大学名誉教授）門下。長男は商法学者の堀口勝（東洋大学准教授）。指導学生に川村正幸（一橋大学名誉教授）、野田博（一橋大学教授）等がいる。

## 来歴
- 福岡県門司市（現北九州市門司区）生まれ。

### 学歴
- 1936年4月 大阪府豊能郡南豊島第二小学校（現豊中市立豊島小学校）入学
- 1942年3月 大阪府豊能郡南豊島第二国民学校（在籍中に名称変更）卒業
- 1942年4月 大阪府立豊中中学校（現大阪府立豊中高等学校）入学
- 1943年1月 旧制成城中学校（現成城中学校・高等学校）へ転校
- 1947年3月 旧制成城中学校卒業
- 1947年4月 東京商科大学（現一橋大学）附属商学專門部入学
- 1950年3月 東京商科大学附属商学専門部卒業
- 1950年4月 東京商科大学学部入学
- 1953年3月 東京商科大学学部卒業

### 職歴
- 1953年4月 一橋大学法学部助手
- 1956年9月 - 1957年6月 エール大学留学
- 1958年11月 一橋大学法学部専任講師
- 1962年 同助教授
- 1970年 同教授
- 1971年4月 - 1973年3月 一橋大学評議員併任
- 1975年3月 - 1976年3月 パリ第2大学留学
- 1993年3月 一橋大学を定年退官し、後に一橋大学名誉教授の称号を受けた。
- 1993年4月 - 2004年3月 関東学院大学法学部教授
- 2004年4月 - 2007年3月 東洋大学大学院法務研究科教授

#### 非常勤
- 青山学院大学経済学部 非常勤講師（1960年4月 - 1983年3月）
- 青山学院大学法学部 非常勤講師（1977年4月 - 1983年3月）
- 中央大学法学部 非常勤講師（1966年4月 - 1973年、1993年4月）
- 東洋大学法学部 非常勤講師（1984年4月 - ）
- 獨協大学法学部 非常勤講師（1992年4月 - ）
- 一橋大学法学部 非常勤講師（1993年4月 - ）

他。

## 学会活動
- 経済法学会理事（1978年10月 - ）
- 日本私法学会理事（1980年10月 - 1982年10月）
- 日本空法学会理事（1983年5月 - ）
- 日本海法学会理事（1988年10月 - ）
- 日本学術会議社会法学研究連絡委員会委員（1984年12月 - 1988年7月）

他。

## 社会的活動
- 学術審議会専門委員（1972年2月 - 1973年12月、1979年2月 - 1981年1月、1989年2月 - 1991年1月）
- 金融制度調査会第二委員会委員（1988年2月 - 1990年7月）
- 東京工業品取引所公益理事（1988年5月 - ）
- 金融制度調査会制度問題専門委員会委員（1990年9月 - 1991年6月）

同委員会フォローアップ会合委員（1991年11月 - 1992年1月）
- 日本商品先物取引協会会長（2002年6月 - 2004年）
- 外務員登録等資格委員会委員長

## 叙位・叙勲
- 2011年　- 授勲瑞宝中綬章[2]

## ゼミ生
指導学生には川村正幸（一橋大学名誉教授）、芳賀良（横浜国立大学教授）、古山正明（長崎大学教授）、品谷篤哉（立命館大学教授）、野田博（一橋大学教授）、布井千博（一橋大学教授）、諏訪康雄（法政大学名誉教授）、土橋正（青山学院大学教授）、吉田正之（新潟大学教授）等がいる。

## 著作
- 『会社法概論』
- 『通説手形小切手法』
- 『ハンドブック証券取引法』
- 『コンメンタール証券取引法』（田中誠二と共著）
- 『手形・小切手の法律実務』（岡村勲と共著）
- 『コンメンタール 手形法』勁草書房 1971年（田中誠二・山村忠平と共著）[9]

など。